# Katianira bilobata
Katianira bilobata là một loài chân đều trong họ Katianiridae. Loài này được Gurjanova miêu tả khoa học năm 1930.